# Ист Энд Парк
Ист Энд Парк (англ. East End Park) - футбольный стадион в городе Данфермлин, область Файф, Шотландия. Здесь проводит домашние матчи футбольный клуб «Данфермлин Атлетик». 
Стадион состоит из 4 трибун. Суммарная вместимость 11 904 места для зрителей.

## История
Ист Энд Парк был впервые задействован в 1885 году, в год основания местного футбольного клуба. Изначально стадион располагался немного западнее. В 1920 году совет директоров приобрел 12 000 квадратных метров земли у компании North British Railway за 3 500 фунтов стерлингов, после чего на новой территории была построена деревянная трибуна с крышей и павильоном на южной стороне. 
В 1926 году, когда клуб вышел в первый дивизион, вместимость была увеличена до 16 000. В начале 1930-х на Ист Энд Парк проводились собачьи бега, что помогло футбольному клубу удержаться на плаву во время Великой Депрессии. В 1934 году была возведена крыша над северной трибуной, а спустя год восточная трибуна была укреплена материалами с разобранного пассажирского лайнера Мавритания. 
Во время второй мировой войны подразделения польской и британской армии базировались на Ист Энд Парк. За это клубу была выплачена компенсация в размере 329 фунтов, но газон был серьезно испорчен. 
Стадион был серьезно реконструирован в период с 1957 по 1970 год, когда клуб несколько раз квалифицировался в Евро кубки. Так в 1962 году была построена двухъярусная Главная трибуна, над западной и северной секциями была построена крыша. 
Рекорд посещаемости на стадионе был зафиксирован на домашнем матче «Данфермлин Атлетик» против «Селтика» 30 апреля 1968 года. На игру собралось 27 816 зрителей, мест на трибунах не хватало и болельщики находились на крыше и пилонах прожекторов, в результате один человек сорвался и погиб после падения.
В конце 1990-х все зрительские места на Ист Энд Парк были оборудованы сидениями. Вместимость стадиона составила 12 509 мест, однако позже она была сокращена до 11 904. В 2003 году газон на стадионе был заменен на искусственный, однако через 2 года его вновь заменили на натуральный. В ноябре 2011 года было анонсировано закрытие Северной трибуны для снижения эксплуатационных расходов. Однако в июле 2012 года клуб заявил о планах открыть её вновь.